# Chavín de Huántar

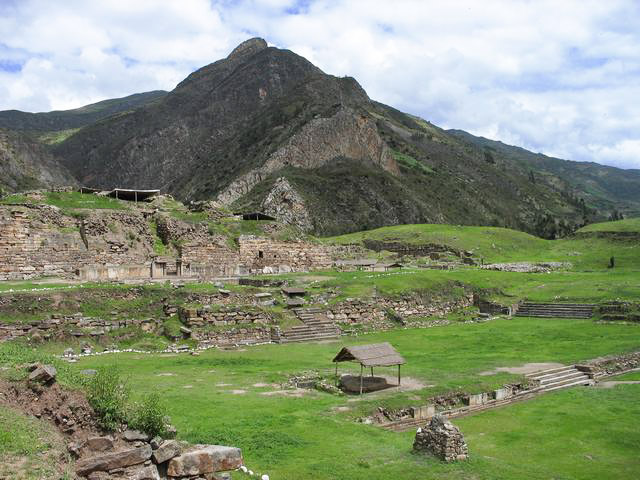
Chavín de Huántar

Chavín de Huántar är ett religiöst forntida centrum i Peru. Platsen upptäcktes 1919 av den peruanske arkeologen Julio C. Tello. Platsen är belägen öster om Cordillera Blanca i Áncash, på 3180 m höjd, vid Marañonflodens början. Den har också gett namn åt Chavinkulturen.
Området är strategiskt valt, en kommunikationspunkt mellan kusten, bergen och djungeln, och består av två större tempel, ett äldre och ett yngre, flera pyramidformade byggnader med inre gallerior och ett antal mindre konstruktioner.
Chavín de Huántar har sannolikt inte varit boplats för något större antal människor, utan har i stället besökts av pilgrimer som sökte sig dit för religiösa offer eller orakelsvar.
Platsen visar att från 1000 f.Kr fanns här samhällen med komplex organisation, som förmådde att ena sig om stora ceremoniella och administrativa centra. Man organiserade jordbruk och djurhållning och utvecklades också till experter inom keramik och metallsmide. Chavinkulturens främsta kännetecken är dock stenskulpturerna, ornamenterade stenar och kärl är rikt förekommande. Ett av templen pryddes av ornamenterade stenar i form av huvuden med drag av människa och djur, mellan 30 och 70 cm höga.
Bildskrifterna visar lama, alpackor, marsvin, ankor, kalabasser, lök, potatis med mera. Bland andra kända fynd kan nämnas "el Lanzón", en lansformad sten 4,53 m hög rikt ornamenterad med diverse figurer med koppling till vatten och till fruktsamhet. Stenen stod uppställd i gallerian i det gamla templet.